# Centistes delusorius
Centistes delusorius är en stekelart som först beskrevs av Forster 1862.  Centistes delusorius ingår i släktet Centistes och familjen bracksteklar. Inga underarter finns listade.